# مجتمع هوانوردی پاکستان
مجتمع هوانوردی پاکستان (اردو: پاکستان مستقر برائے ہوا پیمائیِ بحری) شرکت دولتی هوافضا و صنایع جنگ‌افزاری پاکستانی است، که در سال ۱۹۷۱ توسط نیروی هوایی پاکستان تأسیس شد.